# Champagnac, Charente-Maritime
Champagnac är en kommun i departementet Charente-Maritime i regionen Nouvelle-Aquitaine i västra Frankrike. Kommunen ligger  i kantonen Jonzac som ligger i arrondissementet Jonzac. År 2022 hade Champagnac 493 invånare.

## Befolkningsutveckling
Antalet invånare i kommunen Champagnac
Referens:INSEE

## Personligheter
Régis Messac, författare, (Champagnac, 2 augusti 1893 - nära Gross-Rosen eller Dora, omkring 1945) föddes i skolhuset i Champagnac där hans morföräldrar, Jean Gabillaud och hans fru Justine, undervisade.